# Hugh John Macdonald
Hugh John Macdonald, PC (13 de marzo de 1850 - 29 de marzo de 1929) fue el único hijo sobreviviente del primer primer ministro de Canadá John A. Macdonald, y fue un político por derecho propio, sirviendo como miembro de la Cámara de los Comunes de Canadá y un ministro del gabinete federal, y brevemente como el octavo primer ministro de Manitoba.

## Primeros años de vida
Macdonald nació en Kingston, Ontario, hijo de John Alexander Macdonald y su primera esposa, Isabella Clark Macdonald (1811-1857). Después de que Isabella murió dejando a Macdonald viudo con un hijo de siete años de edad, Hugh John Macdonald sería principalmente criado por su tía paterna y su marido. En 1869 recibió el título de Bachiller de Artes en la Universidad de Toronto y luego estudió derecho en Toronto y Ottawa. Fue llamado a tribunales en 1872, y se convirtió en miembro de la empresa de su padre. Afligido por la muerte de su primera esposa, Macdonald se trasladó a Winnipeg en 1882 y estableció su propio bufete.

## Servicio Militar
Macdonald se inscribió en The Queen's Own Rifles of Canada el 13 de octubre de 1868 como un fusilero. Pasó el verano de 1866 con el voluntariado del 14o Batallón de Milicias, cerca de Cornualles, en previsión de una invasión Feniana. Él ascendió al rango de sargento antes de ser comisionado como alférez el 22 de abril de 1870. Macdonald se unió a la expedición del Coronel Garnet Joseph Wolseley e hizo el viaje del Red River en Manitoba. La expedición de Wolseley fue formada para sofocar la Rebelión del Red River de Louis Riel. Después de participar en la toma incruenta del Upper Fort Garry (después de la salida de Riel) regresó a Toronto, pero tomaría parte en el aplastamiento de la segunda rebelión de Riel. Se retiró de la QOR el 26 de abril de 1882 y se trasladó a Winnipeg. Durante la rebelión del Noroeste en 1885, Macdonald sirvió como teniente en el 90° Batallón de Rifles de Winnipeg, una unidad que él ayudó a organizar. Más tarde luchó en Fish Creek en Saskatchewan.

## Matrimonio
En 1876, Hugh John se casó con Jean Murray King, una católica. Su hija, Isabella Mary "Daisy" Macdonald, nació en 1877. Jean King Macdonald murió en 1881 como consecuencia de la frágil salud debido al nacimiento de Daisy.
En 1883, se casó en segundas nupcias con Gertrude Agnes VanKoughnet. Ella era la hija de un amigo cercano y aliado político de su padre, Salter Jehosaphat VanKoughnet (1833-1888) QC, de Toronto, un hermano de Philip Michael Matthew Scott VanKoughnet. La madre de Gertrude, Agnes, era hija del senador Benjamin Seymour, de Port Hope, Ontario, y la hermana de Emily Seymour que se casó con el teniente coronel Arthur Trefusis Heneage Williams. No tuvieron hijos.

## Política

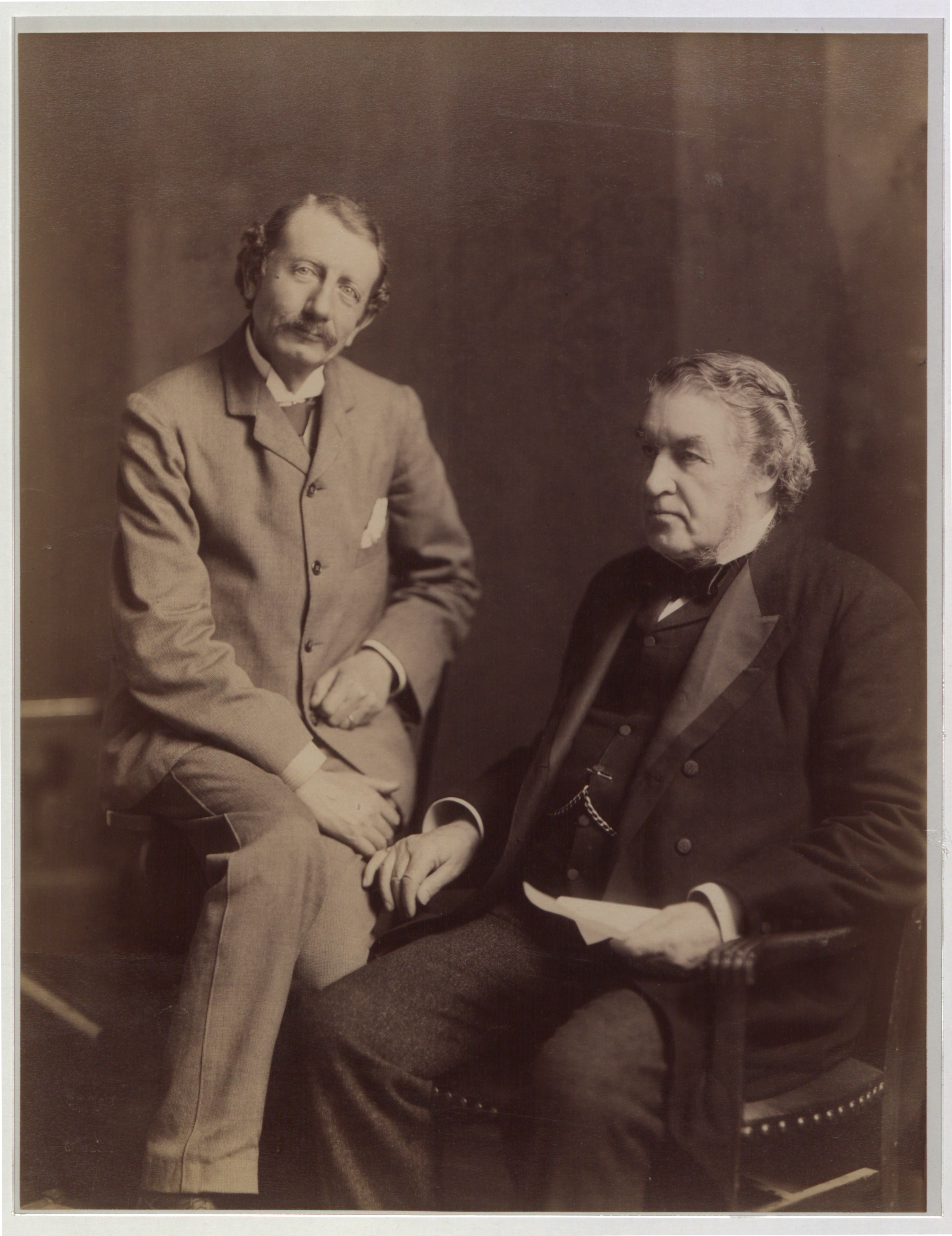
Macdonald y Charles Tupper, 1900

Macdonald fue elegido para la Cámara de los Comunes en las elecciones federales de 1891, en representación de la ciudad de Winnipeg para el Partido Conservador. Asumió el parlamento en el lado de su padre, entre los aplausos de los miembros de ambas partes. Sin embargo, después de que el viejo Macdonald muriera más tarde durante ese año, Hugh John mostró poco entusiasmo por la vida en Ottawa. A pesar de los esfuerzos de John Abbott y John S. D. Thompson para mantenerlo en la política federal, renunció a su escaño en 1893 y regresó a Winnipeg.
En 1896, el primer ministro Charles Tupper le convenció para volver a Ottawa y servir como ministro del Interior y el superintendente general de Asuntos Indígenas. Esto ocurrió en un momento en que el Partido Conservador estaba sufriendo divisiones internas, y se debió enfrentar al público en una elección general. Tupper probablemente esperaba que el nombre Macdonald ganase de nuevo algunos votantes caprichosos.
La elección de 1896 fue ganada por los liberales de Wilfrid Laurier, y mientras Macdonald era nuevamente elegido para la ciudad de Winnipeg (derrotando por un estrecho margen al exministro provincial Joseph Martin), su elección fue declarada nula a principios de 1897. Él volvió de nuevo a Winnipeg, y no se postuló para las posteriores elecciones.
En marzo de 1897, Macdonald se acercó para tomar el liderazgo del partido conservador de Manitoba. El partido había sufrido graves pérdidas para los liberales de Thomas Greenway en las elecciones de 1888, 1892 y 1896, y había carecido de sentido desde la muerte del ex primer ministro provincial John Norquay en 1889. En 1897, sin embargo, había un reconocimiento de que la situación provincial era susceptible a cambiar. Las segundas y terceras mayorías de Greenway se basaban casi exclusivamente en el apoyo popular a las reformas de su educación, con el tema de la educación resuelto en 1896, los conservadores tenían una oportunidad viable para formar gobierno. Macdonald aceptó la posición de liderazgo, y (aunque sin asiento en la legislatura) pasó los siguientes dos años recorriendo la provincia a la espera de la próxima elección.